# Marcelo Gullo
Juan Marcelo Gullo Omodeo (Rosario, Argentina, 3 de enero de 1963) es un académico, analista y consultor en relaciones internacionales argentino, creador de la teoría de la insubordinación fundante. Defiende posiciones panhispanistas.

## Biografía
Es doctor en ciencia política por la Universidad del Salvador, magíster en relaciones internacionales por el Instituto Universitario de Altos Estudios Internacionales de la Universidad de Ginebra,[cita requerida] graduado en estudios internacionales por la Escuela Diplomática de Madrid y licenciado en ciencia política por la Universidad Nacional de Rosario.
Fue discípulo del politólogo brasileño Helio Jaguaribe y del sociólogo y teólogo uruguayo Alberto Methol Ferré.
Actualmente es asesor en materia de relaciones internacionales de la Federación Hispanoamericana de Trabajadores de la Educación y la Cultura (FLATEC) y asesor de la vicepresidencia de la Comisión de Relaciones Exteriores de la Cámara de Diputados de la Nación Argentina. También es profesor de la Universidad Nacional de Lanús y de la Escuela Superior de Guerra de Argentina[cita requerida] en la maestría en estrategia y geopolítica e investigador asociado del Instituto de Estudios Estratégicos de la Universidad Federal Fluminense.

## Obra

### Insubordinación fundante y Umbral de poder
En un intento por comprender las relaciones de poder que existen entre los diferentes actores internacionales, Gullo introduce en su obra el concepto de insubordinación fundante. Así, denomina al proceso por el cual las naciones mediante una actitud de insubordinación ante el pensamiento dominante de una época y a través de un impulso estatal eficaz, logran
alcanzar un “umbral de poder” necesario para convertirse en actores internacionales independientes. Define también, el concepto de umbral de poder:

Así, por “umbral de poder” entenderemos, en lo sucesivo, un quantum de poder mínimo necesario, por debajo del cual cesa la capacidad autonómica de una unidad política. “Umbral de poder” es, entonces, el poder mínimo que necesita un Estado para no caer en el estadio de subordinación en un momento determinado de la historia.
Gullo, Marcelo, 2008, «La insubordinación fundante»

#### Países subordinantes y países subordinados
Gullo encuentra que los países pueden alcanzar un umbral de poder alto que les permite subordinar a otros países, tomar decisiones que afecten a esos países, o incluso imponer una hegemonía o una co-hegemonía mundial. Algunos países alcanzan un umbral de poder no tan alto, que les permite ser independientes y contrarrestar parcialmente la hegemonía de los países subordinantes. Y también hay países que han alcanzado un umbral de poder casi nulo en comparación con los países subordinantes, y se convierten, así, en países subordinados.
La subordinación de un país a otro no se da en forma absoluta, sino que existen grados de subordinación, y además resulta ser una relación dinámica. De esta forma, un país que se encuentra en un estadio de subordinación puede, en algunos casos, llevar a cabo un proceso de insubordinación fundante, que lentamente le haga desarrollar los elementos, culturales y materiales, que le permitan salir del estadio de subordinación política y de explotación económica.
En 2021, el músico Ber Stinco editó su disco La insubordinación fundante, producido por Diego Fusaro y Franco Colautti, en honor a la obra homónima de Gullo.

## Participación política y pensamiento
Inicialmente vinculado al partido Principios y Valores de Guillermo Moreno, en las elecciones primarias de 2021 encabezó la lista del Partido del Campo Popular en la Provincia de Santa Fe,.
Gullo es peronista, pero es muy crítico con el Partido Justicialista pues considera que la dirigencia del partido «se ha entregado a manos del neoliberalismo y el progresismo, que son ideologías de subordinación que esclavizan al pueblo».
En otros ámbitos, Gullo se opone al aborto y defiende posiciones panhispanistas.
Ha afirmado que "España no conquistó América; España liberó América. Por eso, Hernán Cortés de Monroy aglutinó a 110 naciones mexicanas que vivían oprimidas por la tiranía antropófaga de los aztecas y que lucharon con él." y que "la sociedad que se construyó después de la conquista, aun siendo terriblemente injusta en términos modernos, fue mucho más justa que la existente bajo el dominio azteca o inca, aspecto que explica que, durante la mal llamada «guerra de la independencia hispanoamericana», las masas indígenas no solo se mantuvieran fieles a la monarquía española, sino que combatieran por España incluso después de que Chile y Perú se declarasen independientes. Esta es otra de las verdades que los autores negrolegendarios no pueden explicar y que, por tanto, prefieren ocultar."
Para Gullo los pensadores de la Escuela de Salamanca abrieron el camino a la soberanía popular y al estado democrático.

## Polémicas

### Caso Diarios Chicha
Entre 1994 y 1999, Gullo dirigió la revista Sí, como parte de la denominada prensa chicha que apoyaba al régimen de Alberto Fujimori y desprestigiaba a la oposición. Además, estuvo en las oficinas del Servicio de Inteligencia Nacional (SIN) para recibir dinero (entre 5.000 a 6.000 dólares) a cambio de poner portadas favorables a Fujimori. Durante algunos años en la década de 2000, Gullo fue prófugo de la justicia peruana, aunque su extradición fue rechazada por la justicia argentina. Actualmente se desconoce el status de su causa judicial en Perú.

## Obra escrita
- Argentina Brasil: La Gran oportunidad. Biblos. 2005.
- La insubordinación fundante: Breve historia de la construcción del poder de las naciones. Biblos. 2008.
- Insubordinación y Desarrollo: las claves del éxito y el fracaso de las naciones. Biblos. 2012.
- La historia oculta. La lucha del pueblo argentino por su independencia del imperio inglés. Biblos. 2013.
- Conversaciones con Alberto Methol Ferré. Fabro. 2013.
- Haya de la Torre. La lucha por la Patria Grande (1917-1931). Editorial de la Universidad Nacional de Lanús. 2014.
- Relaciones Internacionales: Una teoría crítica desde la periferia sudamericana. Biblos. 2018.
- Madre Patria. Desmontando la leyenda negra desde Bartolomé de las Casas hasta el separatismo catalán (prólogo de Alfonso Guerra). Grupo Planeta. 2021.
- Nada por lo que pedir perdón. La importancia del legado español frente a las atrocidades cometidas por los enemigos de España (prólogo de Carmen Iglesias). Editorial Espasa. 2022. p. 464. ISBN 978-8467066654.[18]
- Lo que América le debe a España: El legado español en el Nuevo Mundo. Editorial Espasa. 2023.

## Filmografía
- España, la primera globalización (2021)
- Hispanoamérica, canto de vida y esperanza (2024)

## Distinciones
- Premio (Oesterheld al mejor libro del año por su obra “La insubordinación fundante: breve historia de la construcción del poder de las naciones”, 2008)[cita requerida]